# Epidromia concisa
Epidromia concisa är en fjärilsart som beskrevs av Walker 1865. Epidromia concisa ingår i släktet Epidromia och familjen nattflyn. Inga underarter finns listade i Catalogue of Life.